# Смертный враг (рассказ)
«Смертный враг» ― рассказ русского советского писателя Михаила Александровича Шолохова, написанный в конце 1925 года — начало 1926 года.

## Публикации
Михаил Александрович Шолохов пишет своей жене 1 апреля 1926 года: «Рассказ „Смертный враг“, тот экземпляр, который ты переписала и отослали мы 30/1, Васька Кудашов передал Жарову в „Комсомолию“ (В „Ж[урнал] К[рестьянской] М[олодёжи]“ он не подошёл); идёт он, т.е. рассказ, март[овском] №». Рассказ «Смертный враг» впервые был опубликован в марте 1926 года в журнале «Комсомолия» (№ 3). Затем был включён в сборники «Лазоревая степь» (1926), «Донские рассказы» (1929), «Донские рассказы» (1930), «Лазоревая степь» (1931). Финал рассказа «Смертный враг» известный по рукописи не вошёл как в первую публикацию так и последующие издания. В этом финале рассказывается о разоблачении убийц Ефима Озерова и суде над ними, этот конец рассказа вызвал возражения рецензентов Госиздата, куда в 1926 году рассказ предлагался для издания отдельной книгой: «Конец шаблонен. Излишняя мораль, которую выводит автор из своего рассказа: „Так совместное правосудие будет наказывать всех кто осмелится поднять руки на лучших людей хутора и станиц“, ибо художеств[енное] произведение тем и сильно, что заставляет читателя самого делать выводы из прочитанного».

## Сюжет
Действия рассказа происходят в хуторе Подгорном, в котором устанавливается Советская власть. Главный герой — секретарь исполкома Ефим Озеров и бедняки борются с хуторскими кулаками во главе с Игнатом Борщёвым и его зятем Прохором Рвачёвым, который совершает покушение на жизнь Ефима Озерова. Рассказ заканчивается трагически, гибелью главного героя.

## Персонажи
Ефим Николаевич Озеров — бедняк, живёт с женой Машей и шестимесячным ребёнком, главный герой рассказа. Его избирают секретарём хуторского совета, активный борец с кулаками, от рук которых и погибает. Игнат Михайлович Борщёв — кулак, который живёт на хуторе, противник Советской власти. Его зять Прохор Рвачёв, которого избирают председателем хуторского Совета выступает против Советской власти и против Ефима Озерова. Есть в рассказе безымянные персонажи — председатель избирательной комиссии, открывающий общее собрание и секретарь общего собрания. Влас Тимофеевич — хуторский кулак, владеет мельницей, противник Советской власти. Дунька Воробьёва была наёмной работницей у Игната Борщёва, который её выгнал и ничего не заплатил. С помощью Ефима Озерова, через суд Борщёв ей заплатил шестьдесят рублей. Иван Донсков — середняк, живёт на хуторе, Игнат Борщёв пытается его привлечь на свою сторону. Активный сторонник Советской власти, сверстник Ефима Озерова — Васька Обнизов, который живёт также на хуторе. В доме у Федьки-сапожника происходят собрания хуторской молодёжи.

## Критика
Критик И. Г. Лежнев даёт такую оценку рассказу «Смертный враг»: «Ефимы были в „меньшинстве“ в борьбе с подавляющей, основной массой казачества». Тип шолоховского героя Лежнев называл «революционным богатырём из казачьей бедноты», который не знает «колебаний», «внутренних противоречий, окольных дорожек, возвратов, спотыкания, душевного отчаяния».
Оценивая ситуацию, воссозданную в рассказе Л. И. Щеблыкина находила её «романтически окрашенной, в особенностью концовку». Финал произведения, когда «в тускнеющем сознании огненные всплыли слова» Васьки Обнизова: «Попомни, Ефим, убьют тебя — двадцать новых Ефимов будет!.. Как в сказке про богатырей...», Щеблыкина характеризует как «романтику трагизма, которая чаще всего проявляется у Шолохова в финальной части рассказов и которая помогает человеку <...> преодолеть страх перед смертью». По её мнению, «именно финал несёт на себе основную идейно-эмоциональную нагрузку, углубляя оценку жизненных явлений, помогая подняться над узко-классовыми сиюминутными победами и поражениями в кровавой схватке Гражданской войне».

## Адаптации
Рассказ был экранизирован. В 1971 году по мотивам рассказов Михаила Шолохова «Смертный враг» и «Двухмужняя» на киностудии «Мосфильм» был снят художественный фильм «Смертный враг». Режиссёр-постановщик — Евгений Семёнович Матвеев, сценарий Арнольда Яновича Витоля.